# Boyz n the Hood
Pour plus de détails, voir Fiche technique et Distribution.
Boyz n the Hood ou La Loi de la rue au Québec est un film américain écrit et réalisé par John Singleton et sorti en 1991.
Cuba Gooding Jr., Ice Cube, Laurence Fishburne, Nia Long et Morris Chestnut sont à l'affiche de ce film décrivant l'ambiance criminelle régnant dans le quartier de South Central à Los Angeles. Il sort peu avant que n'éclatent les émeutes de 1992 à Los Angeles.
Le film fut présenté à Cannes dans la catégorie Un certain regard.

## Synopsis
Los Angeles, 1984. Tre, jeune homme originaire de South Central, veut continuer des études supérieures, malgré un environnement social défavorable. Enfant de parents divorcés et brillant à l'école, Tre se fait renvoyer trois jours pour une bagarre. Sa mère décide de l'envoyer chez son père, Jason « Furious » Styles, à South Central. Là, il retrouve ses amis Darin (surnommé « Gras-du-bide », Doughboy en anglais) et Ricky, deux frères qui habitent la maison d'en face. Dans cet univers de ghetto très sombre, il continue cependant d'évoluer positivement grâce à l'éducation prodiguée par son père, même s'il est confronté au racisme des policiers, à la pauvreté, à la prolifération des armes, à la violence des gangs et au trafic de drogues. Darin est arrêté une première fois après avoir volé dans une épicerie.
En 1991, Darin fait maintenant partie d'un gang et vend de la cocaïne. Ricky vient d'obtenir une bourse pour aller à l’université du Sud de la Californie. Tre essaye, lui, de faire changer d'avis Brandi, sa petite amie, qui refuse d'avoir des relations sexuelles avant le mariage. Un soir, les trois amis ont une altercation avec des membres de la mafia Crenshaw (une sous catégorie du gang des Bloods), qui résulte par une fusillade, au cours de laquelle personne n'est blessé. Cependant, Ricky est assassiné le lendemain dans un drive by par trois des membres de la Mafia Crenshaw. Cherchant à le venger, Darin, Tre et deux de leurs amis décident de partir à leur recherche. Cependant Tre, finalement convaincu par les arguments de son père Furious, renonce à poursuivre la recherche. Darin continue, retrouve le trio qui a tué son frère et les tue.
Dans l'épilogue, nous apprenons que Darin a assisté à l'enterrement de son frère et qu'il s'est également fait assassiner deux semaines après ces événements. Tre et Brandi partent ensemble à Atlanta, où ils sont admis au Morehouse College et Spelman College (en).

## Fiche technique
Sauf indication contraire, les informations mentionnées dans cette section peuvent être confirmées par la base de données cinématographiques IMDb,  présente dans la section « Liens externes ».
- Titre original : Boyz n the Hood
- Titre français complet : Boyz n the Hood : La Loi de la rue
- Titre québécois : La Loi de la rue
- Réalisation et scénario : John Singleton
- Musique : Stanley Clarke
- Photographie : Charles Mills
- Directeur artistique : Bruce Bellamy
- Montage : Bruce Cannon
- Décors : Kathryn Peters
- Producteur : Steven Nicolaides
  - Producteur délégué : Steven Nicolaides
- Société de production : Columbia Pictures
- Société de distribution : Columbia Pictures, Sony Pictures Entertainment
- Budget : 6 500 000 $
- Pays d'origine :  États-Unis
- Langue originale : anglais
- Format : couleurs par Deluxe — 35 mm — 1,85:1 —– son Dolby SR
- Genre : Drame, criminel
- Durée : 102 minutes
- Dates de sortie :
  - France : 13 mai 1991 (festival de Cannes) ; 4 septembre 1991 (sortie nationale)
  - États-Unis : 12 juillet 1991
- (fr) Mention CNC : Interdit aux moins de 12 ans, art et essai (visa d'exploitation no 77147 délivré le 1er aout 1991)[1].

## Distribution
- Cuba Gooding Jr. (VF : Franck Capillery) : Tre Styles
- Laurence Fishburne (VF : Med Hondo) : Jason « Furious » Styles
- Ice Cube (VF : Emmanuel Curtil) : Darin « Doughboy » Baker (Gras du bide en VF)
- Angela Bassett (VF : Micky Sébastian) : Reva Devereaux
- Morris Chestnut (VF : Lionel Henry (acteur)) : Ricky Baker
- Nia Long : Brandi
- Tyra Ferrell (VF : Maïk Darah) : Brenda Baker
- Dedrick D. Gobert : Dooky
- Regi Green (VF : Eric Etcheverry) : Chris
- Baldwin C. Sykes : Monster
- Regina King : Shalika
- Lexie Bigham : Mad Dog
- Vonte Sweet : Rick Rock
- Desi Hines : Tre, à l'âge de dix ans
- Baha Jackson : Doughboy, à l'âge de dix ans
- Kenneth A Brown : Lil Chris
- Donovan McCrary : Ricky, à l'âge de dix ans

## Production
Le film est largement inspiré de la vie du réalisateur John Singleton, qui signe ici son premier long métrage.

## Bande originale
La musique du film est composée par Stanley Clarke. L'album de la bande originale, commercialisé par Qwest/Warner Bros., contient cependant davantage de titres rap/R'n'B d'artistes, comme Ice Cube, Compton's Most Wanted, 2 Live Crew ou encore Tony! Toni! Toné!.
L'album est un succès commercial aux Etats-Unis, se classant 12e au Billboard 200 et atteignant même la première place du Top R&B Albums. En septembre 1991, il est certifié disque d'or par la RIAA.
Deux singles sont extrait de l'album. Le premier est Just Ask Me To de Tevin Campbell, qui atteint le 88e rang du Billboard Hot 100 et le 9e du Hot R&B/Hip-Hop Singles & Tracks. Le second single est Just Me and You du groupe Tony! Toni! Toné!.
Certaines chansons apparaissant dans le film sont absentes de l'album : Jam on It de Newcleus, Sunshower de Dr. Buzzard's Original Savannah Band, More Bounce to the Ounce de Zapp, Sucker M.C.'s de Run–DMC, Let's Go de Kool Moe Dee et O-o-h Child de The Five Stairsteps.
Liste des titres
1. How to Survive in South Central par Ice Cube
2. Jusk Ask Me Too par Tevin Campbell et Chubb Rock
3. Mama Don't Take No Mess par Yo-Yo
4. Growin' Up in the Hood par Compton's Most Wanted
5. Just a Friendly Game of Baseball (remix) par Main Source
6. Me and You par Tony! Toni! Toné!
7. Work It Out par Monie Love
8. Every Single Weekend par Kam
9. Too Young par High-Five
10. Hangin' Out par 2 Live Crew
11. It's Your Life par Too $hort
12. Spirit (Does Anybody Care?) par Force One Network
13. Setembro (Brazilian Wedding Song) par Quincy Jones
14. Black on Black Crime par Stanley Clarke

## Distinctions

### Récompenses
- New York Film Critics Circle Award 1991 : Meilleur nouveau réalisateur pour John Singleton
- MTV Movie Awards 1992 : Meilleur cinéaste pour John Singleton
- BMI Film and TV Awards 1992 : Musique de film pour Stanley Clarke
- Image Award 1993 : Meilleur film
- Young Artist Awards 1992 : Meilleure jeune distribution d'ensemble dans un film
- Political Film Society, États-Unis 1992 : 
  - PFS Award, Peace
- National Film Preservation Board, États-Unis 2002 : National Film Registry

### Nominations
- Festival de Cannes 1991 : En compétition au Certain Regard et en compétition pour la Caméra d'or
- Writers Guild of America, États-Unis 1992 : Meilleur scénario écrit porté à l'écran pour John Singleton
- 64e cérémonie des Oscars 1992 : 
  - Meilleur réalisateur pour John Singleton
  - Meilleur scénario original pour John Singleton
- MTV Movie Awards 1992 : Meilleur film
- Political Film Society, États-Unis 1992 : 
  - PFS Award, Exposé
  - PFS Award, Human Rights

## Sortie

### Accueil critique
Le film est largement bien reçu par l'ensemble des critiques professionnels, obtenant 96 % d'opinions favorables sur le site Rotten Tomatoes, pour 61 critiques collectés et une moyenne de 8,3⁄10, ce qui lui vaut d'obtenir le label « fraîcheur certifiée ». Le site Metacritic lui attribue un score de 75⁄100, pour 18 critiques collectés et une mention « critique généralement favorable ».

### Box-office
Boyz n the Hood rencontre un succès commercial, récoltant 57 504 069 $ de recettes aux États-Unis, pour un budget de 6 500 000 $. Il totalise 496 276 entrées en France, 174 207 entrées en Allemagne et 38 775 entrées en Suède.

## Postérité
En 2002, Boyz n the Hood a été inscrit au National Film Registry de la bibliothèque du Congrès américain, décrivant le film comme « une réalité culturelle ».
En 2011, le rappeur The Game écrit une chanson nommée Ricky, qui apparait sur son album The RED Album, contenant des extraits du film et une instrumentale basée sur la BO.

## Anecdotes
(septembre 2022).
Si vous disposez d'ouvrages ou d'articles de référence ou si vous connaissez des sites web de qualité traitant du thème abordé ici, merci de compléter l'article en donnant les références utiles à sa vérifiabilité et en les liant à la section « Notes et références ».
- Dedrick D. Gobert, qui interprète Dooky dans le film, est mort assassiné en 1994, lors d'une fusillade entre gangs.
- Situé en Californie, le comté de Los Angeles est le plus peuplé des États-Unis (près de dix millions d’habitants). Il est divisé en seize regions réparties selon leur position au nord, au sud, à l'est et à l'ouest. On peut voir sur la carte de la region de South Los Angeles (autrefois appelée L.A. South Central)[8] les vingt-cinq neighborhoods (« quartiers ») qui la composent, en particulier Baldwin Hills/Crenshaw (en haut à gauche), où se situe l’action du film Boyz’n the hood, et Watts (en bas à droite), où ont lieu les émeutes de Watts en 1965, puis en 1992.
- À part quelques interjections lancés par les jeunes noirs à des latinas, le film ne montre aucune interaction entre les communautés hispanique et afro-américaine. Or, la composition de la population de South LA (qui compte 500 000 habitants en 1990) s’est profondément modifiée en vingt ans : de 80 % d’afro-américains pour 20 % de latinos en 1970, à, approximativement, 50-50 % en 1990[9]. La population de Crenshaw, troisième sur la liste des quartiers « les plus noirs » de South LA, reste majoritairement afro-américaine.
- Le père de Tre, Jason « Furious » Styles, est le seul homme du quartier : Singleton, natif de South Central, a eu l'occasion d'observer que pour la plupart, les hommes sont soit morts, soit en fuite, soit en prison. « Furious » Styles conseille à son fils de se tenir tranquille, de travailler à l’école, d’éviter d’attraper une MST (ou de devenir père à dix-sept ans comme lui), et de ne pas s’engager dans l’armée ; il a vu comment les Noirs, en grand nombre dans l’armée des États-Unis lors de la guerre du Viêt Nam, étaient alors utilisés comme chair à canon.